# Райнер, Алоис
Алоис Георг Йозеф Райнер (нем. Alois Georg Josef Rainer; род. 7 января 1965, Штраубинг, ФРГ) — немецкий мясник и политик Христианско-социального союза, который с 2013 года является депутатом Бундестага от земли Бавария.

## Ранняя жизнь и образование
Райнер вырос в Хайбахе в Баварском Лесу (Нижняя Бавария) на мясной ферме с гостиницей. С 1980 по 1983 год учился на мясника, после чего служил в армии. После сдачи квалификационных экзаменов в 1986 году возглавил мясной бизнес своих родителей в 1987 году. Он и сегодня руководит им вместе с сыном Маркусом.

## Политическая карьера
Райнер впервые стал депутатом Бундестага по итогам парламентских выборов в Германии 2013 года. В парламенте работал в комитете по бюджету и ревизионной комиссии с 2013 по 2019 год; в этом качестве был докладчиком своей парламентской группы по годовому бюджету Федерального министерства по делам семьи, пожилых граждан, женщин и молодёжи Германии. С 2019 года является членом Комитета по транспорту и цифровой инфраструктуре, где выступает пресс-секретарём своей парламентской группы.

## Политические позиции
В июне 2017 года Райнер проголосовал против введения однополых браков в Германии. 14 сентября 2021 года взял шефство над Мариной Золотовой, главным редактором «TUT.BY» и белорусской политической заключённой.

## Личная жизнь
Его отец Алоис Райнер (1921—2002) был депутатом земельного парламента, а с 1965 по 1983 год и Бундестага. Его старшая сестра Герда Хассельфельдт также была депутатом Бундестага, с 2017 года возглавляет Красный Крест Германии. Алоис Райнер женат и имеет двух детей. Он католик.